# 立法院院區

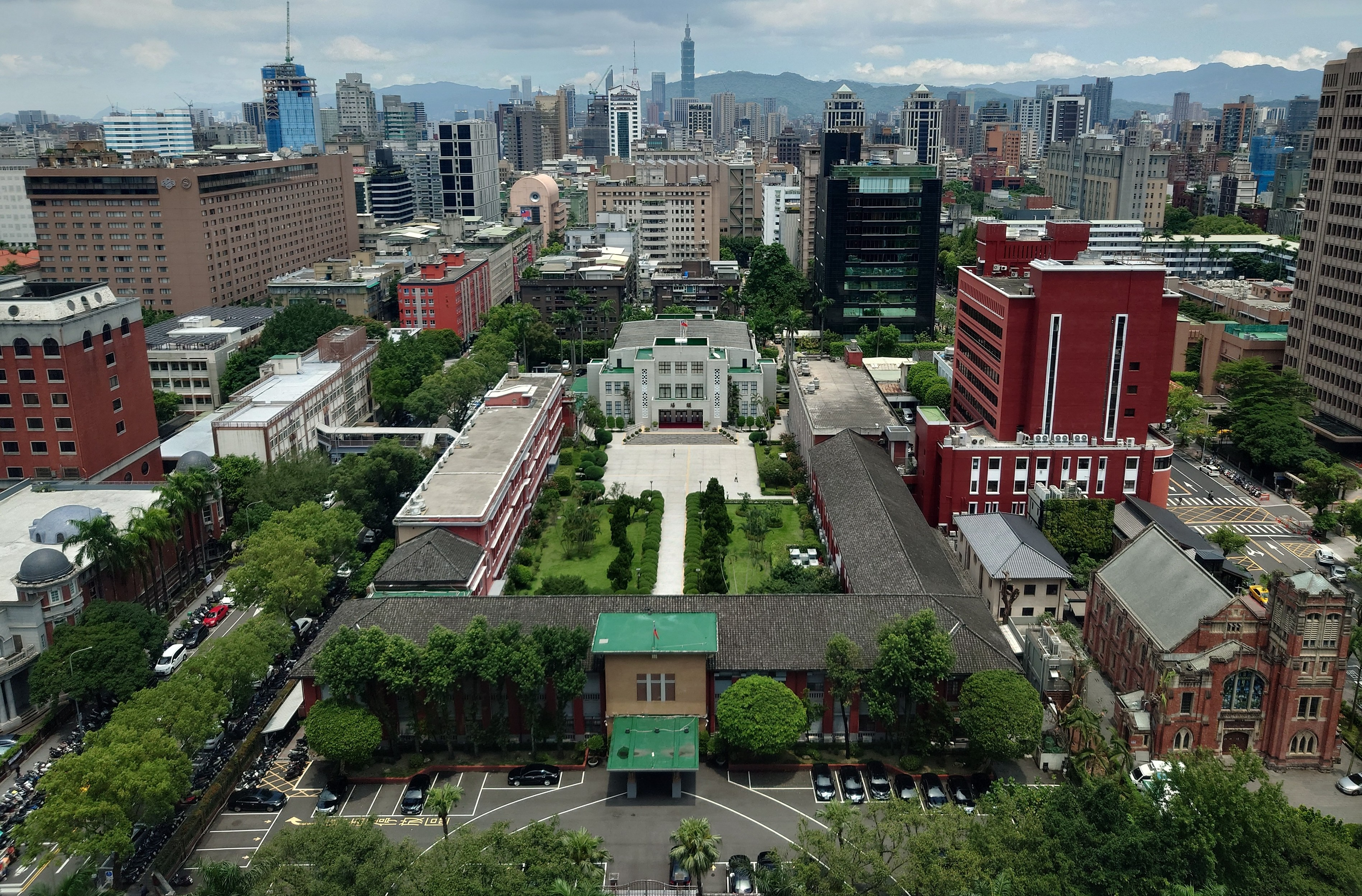
中央為立法院院區，右側建築為濟南教會、群賢樓、委員研究大樓，左側建築為青島第一、第三會館、鎮江會館

立法院院區位于臺北市中正區中山南路，被鎮江街和青島東路分割為三個部分。立法院院區原為臺北第二高女校舍，1960年後成為立法院辦公地點。立法院院區是臺北市有地，立法院每年須向臺北市交租5000餘萬元。

## 行政大樓
立法院行政大樓最初興建於1927年，是臺北第二高女校舍的遺留建築。這座建築在建造之初是折衷主義樣式建築，屋頂使用黑瓦建造。 1935年進行擴建。二戰期間第二高女遭到美軍轟炸，戰後修復，並自1960年開始成為立法院辦公場所。2017年6月，立法院行政大樓被台北市政府指定為市定古蹟

## 議場

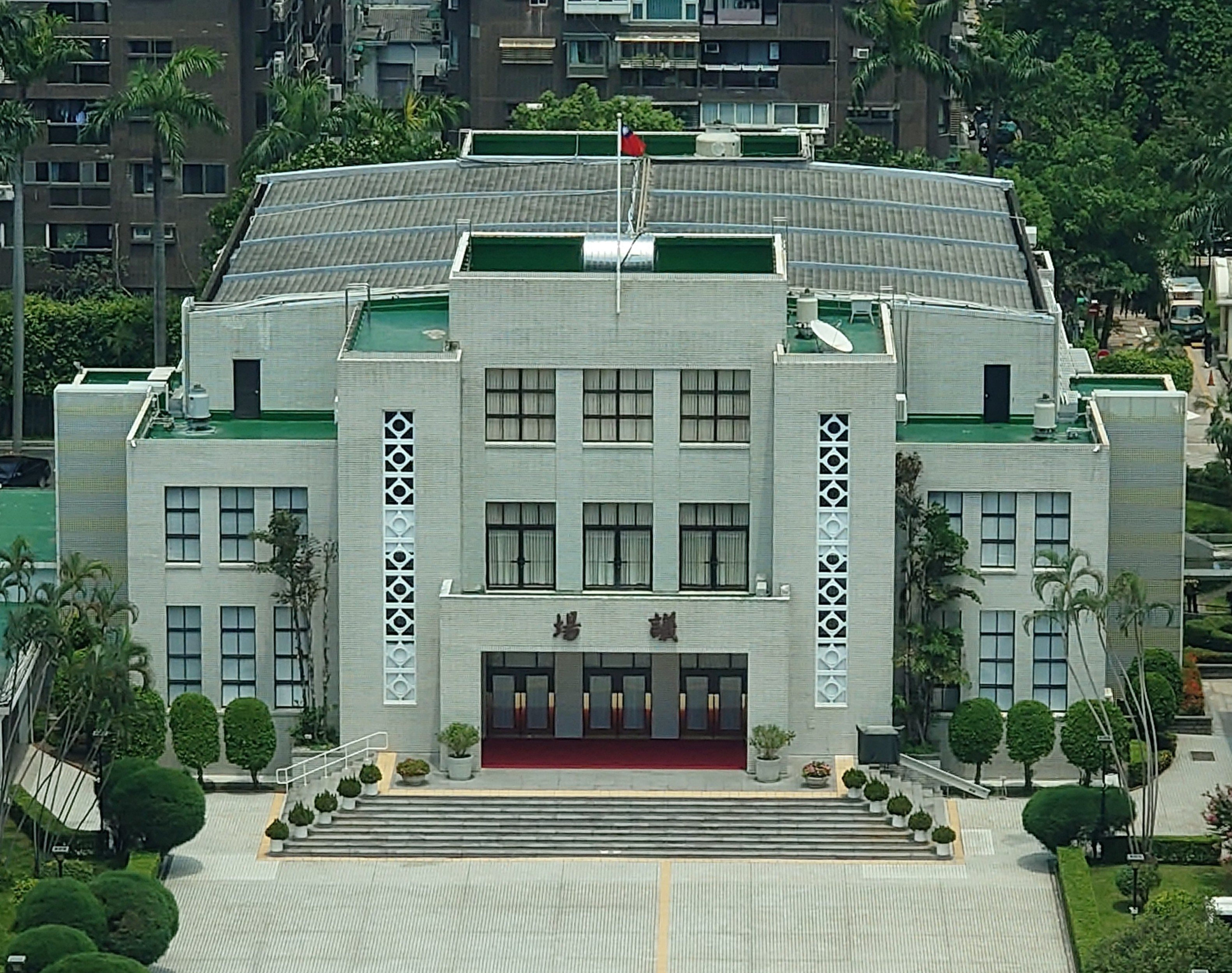
立法院議場

立法院議場興建於1960年，設計者為虞曰鎮。所在地原建有臺北第二高女操場。2017年，立法院議場被列入臺北市歷史建築。

## 群賢樓
群賢樓位於臺北市中正區濟南路一段1號，是一棟完工於1982年的鋼筋混土建築，樓高九層。

## 青島第二會館
位於臺北市中正區青島東路10號，原為日治時期七星郡役所廳舍，竣工於1927年。

## 中南部服務中心
除了臺北的立法院院區之外，立法院在臺中市霧峰區還設有立法院中南部服務中心暨立法院議政博物館。此处原为臺灣省議會及臺灣省諮議會的办公地，在2007年1月改为立法院中南部服務中心。

## 遷建動議
立法院遷往臺灣後，由於當時反攻大陸的時空背景，使得立法院沒有自己的議事與辦公處所。其現址是向臺北市政府承租使用，加上建築老舊且不敷使用，與國會形象不符，因而不斷有另建新址的建議。
1993年，立法院首次規劃遷建新院址，當時選址離博愛特區不遠的臺鐵華山車站舊址，但因經費過於龐大，導致立法院內外的反對聲浪過大而未決。1999年第四屆立法委員提出第二次遷建計畫，地點則改為位於臺北市仁愛路的空軍總部舊址；當時預算已編列興建經費新臺幣241億元，但因都市計畫變更作業不順，加上立法院內外仍有反對意見而作罷。
2011年7月，適逢中華民國建國百年，立法院再次提出遷建計畫，仍以空軍總部舊址作為優先選擇，惟行政院計畫將空軍總部舊址仿效日本東京六本木的「城中城」模式進行開發。
後續在立法院院長游錫堃上任後，召開「國會願景規劃諮詢委員會」，評選出中正紀念堂、空軍總部舊址、土城看守所現址、成功嶺營區、高鐵彰化車站特定區、中興文化創意產業園區等6處為優先考慮的擴建基地。